# Leo Bernhard Eichhorn
Leo Bernhard Eichhorn (* 13. Februar 1872 in Lemberg; † 1956) war ein österreichischer Genre- und Historienmaler.

## Leben
Eichhorn studierte in den Jahren von 1889 bis 1896 an der Wiener Akademie, seine Lehrer waren Kasimir Pochwalski und August Eisenmenger. Ab 1903 war er Mitglied der Genossenschaft bildender Künstler in Wien.
Während des Ersten Weltkriegs, etwa ab Anfang des Jahres 1917 versah Eichhorn seinen Landsturmdienst beim Wiener Infanterieregiment Nr. 4 „Hoch- und Deutschmeister“. Im August wurde er als Kriegsmaler in die Kunstgruppe des k.u.k. Kriegspressequartiers aufgenommen. Seine Frontexkursionen führten ihn nach Siebenbürgen und an die italienische Front.

## Werke (Auswahl)
- Flugzeugüberprüfung nach der Rückkehr, 1918, Schwarze Kreide auf Papier, 36,4 × 41,5 cm (Heeresgeschichtliches Museum Wien)